# San Giuseppe Jato
San Giuseppe Jato (Sanciseppi in siciliano) è un comune italiano di 7 915 abitanti della città metropolitana di Palermo in Sicilia.

## Geografia fisica

### Territorio
Il comune di San Giuseppe Jato sorge ai piedi del Monte Jato (852 m), sul versante sinistro dell'omonima valle. La valle dello Jato è orientata ad occidente ed è ampia e morbida di terreni argillosi intensamente coltivati a seminativo e vigneto. I rilievi calcarei che la circondano, che presentano ripidi versanti rocciosi, costituiscono la porzione più meridionale del gruppo dei Monti di Palermo. Il fiume Jato raccoglie le acque della sorgente Cannavera, della fonte Rizzolo e della fonte Chiusa, il suo corso, ai piedi del Monte della Fiera e interrotto dal lago artificiale Poma. La foce si trova nei pressi di Castellammare del Golfo.
Assieme al comune di San Cipirello costituisce un curioso caso di doppia enclave comunale all'interno del comune di Monreale. 

## Storia
La storia di San Giuseppe Jato è abbastanza recente, risale a circa due secoli fa. Il primo settembre 1779 è il Dies Natalis di San Giuseppe de li Mortilli, così fu chiamato il paese perché sorto nell'ex-feudo Mortilli che, insieme ai feudi circostanti di Dammusi, Signora, Pietralunga, Grisì, Macellaro e Sparacia, appartenne fino al 1776 al Collegio dei Gesuiti di Trapani. E proprio in quell'anno, Ferdinando III di Borbone, re di Sicilia, seguendo l'esempio del padre Carlo III, re di Spagna, firmava un decreto che ordinava l'espulsione dal regno dei componenti della Compagnia di Gesù. In questo modo tutti i beni da costoro posseduti furono sottratti dalla Corte e amministrati da una giunta speciale detta Giunta degli Abbusi. Finché con un dispaccio, il 1º agosto 1778 essa fu aggregata al Tribunale del Real Patrimonio che ordinò la vendita dei beni ecclesiastici incamerati. Divenuti feudi vennero acquistati da Don Giuseppe Beccadelli di Bologna Gravina, Marchese della Sambuca, che nel 1778 godette della sovrana concessione di far sorgere un comune in quel territorio (licentia populandi). Il Marchese della Sambuca, poi Principe di Camporeale, fece costruire un piccolo villaggio sotto le pendici del monte, innalzando delle case intorno a un Casale e a una Chiesetta, appartenuti ai Gesuiti. Per invogliare i coloni dei paesi vicini ad affluirvi, fece dei bandi in cui prometteva la sistemazione nelle case e un premio di nuzialità, di onze due. Le terre incolte ma molto fertili, furono cedute ai coloni in enfiteusi (una sorta di mezzadria) e ben presto si ebbero degli ottimi prodotti: la coltura predominante era il grano, ma di notevole importanza pure i vigneti e i sommacheti. Così si venne a costituire un villaggio a cui fu dato il nome di San Giuseppe dei Mortilli, dal nome del suo fondatore e anche dalla devozione della gente verso san Giuseppe.
La nuova borgata ebbe un notevole sviluppo, tanto che la popolazione contava circa 3 200 abitanti dopo solo 50 anni dalla sua fondazione, soprattutto per la fertilità delle terre e per la sua ubicazione, essendo un passaggio obbligato per il traffico insulare verso Palermo.
La vita del paese si svolse abbastanza tranquilla fino al 1838, quando le forti e continue piogge causarono una frana che distrusse i 2/3 dell'abitato, senza però causare vittime. Le famiglie disastrate, in parte, trovarono riparo nelle zone del paese rimaste intatte, in parte, ritornarono verso i paesi di origine, in parte si spostarono verso sud. La ricostruzione delle case avvenne, per disposizione governativa, in contrada Sancipirello, poco distante da San Giuseppe dei Mortilli. Nacque così il nuovo agglomerato urbano di San Cipirello, che divenne autonomo nel 1865. L'anno prima, esattamente il 1º aprile 1864, San Giuseppe dei Mortilli cambiava il suo nome per sostituirlo con quello più altisonante di San Giuseppe Jato.

### Simboli
Lo stemma e il gonfalone sono stati concessi con DPR del 16 gennaio 1961.
Stemma
(Art. 10 dello Statuto)
Gonfalone
e caricato dello stemma con l'iscrizione centrata in argento: Comune di San Giuseppe Jato.»
(Art. 10 dello Statuto)

## Monumenti e luoghi d'interesse

### Architetture religiose

#### Chiese
- Chiesa della Madonna della Provvidenza

Ubicata nel centro del paese è la chiesa santuario più importante, per i cittadini di San Giuseppe Jato, custodisce al suo interno la venerata effigie della Madonna della Provvidenza patrona della cittadina.
- Chiesa Madre Santissimo Redentore e San Nicolò di Bari

Si trova nel corso Umberto I in stile richiamante quello neoclassico e conserva al suo interno pregevoli opere come una statua lignea di San Giuseppe di Girolamo Bagnasco, alcuni affreschi di Giuseppe Carta, e delle tele incastonate nella volta della navata centrale di F.sco Padovano che raffigurano: l'annunciazione, la natività e la presentazione al tempio.
- Chiesa della Madonna del Carmelo

Era un tempo la chiesa dell'antico cimitero del paese, infatti viene chiamata anche chiesa del Camposanto vecchio, custodisce la statua della Madonna del Carmelo con san Simone Stock del 1823.
- Chiesa di San Francesco di Paola

si eleva sull'omonima piazza con la sua facciata chiara, costruita nell'Ottocento dove esisteva un'antica cappella dedicata al santo, conserva oggi un altare monumentale in marmo copia dell'altare rococò della chiesa di Santa Maria d'Altofonte, e sei pitture su seta raffiguranti eventi rappresentavivi della storia di san Francesco di Paola, le tele sono opera dell'artista belga Gabriel Meiring.
- Chiesa delle Anime Sante

Semplice ed essenziale nella sua struttura mantiene la bellezza di chiesa di campagna con il suo campanile con tre archi ed avvolta da una bella vegetazione di edere rampicanti e palme, si trova al centro della Via Nuova al suo interno scultura a rilievo rappresenta le Anime sante del Purgatorio dello scultore altoatesino Mussner.

#### Santuari

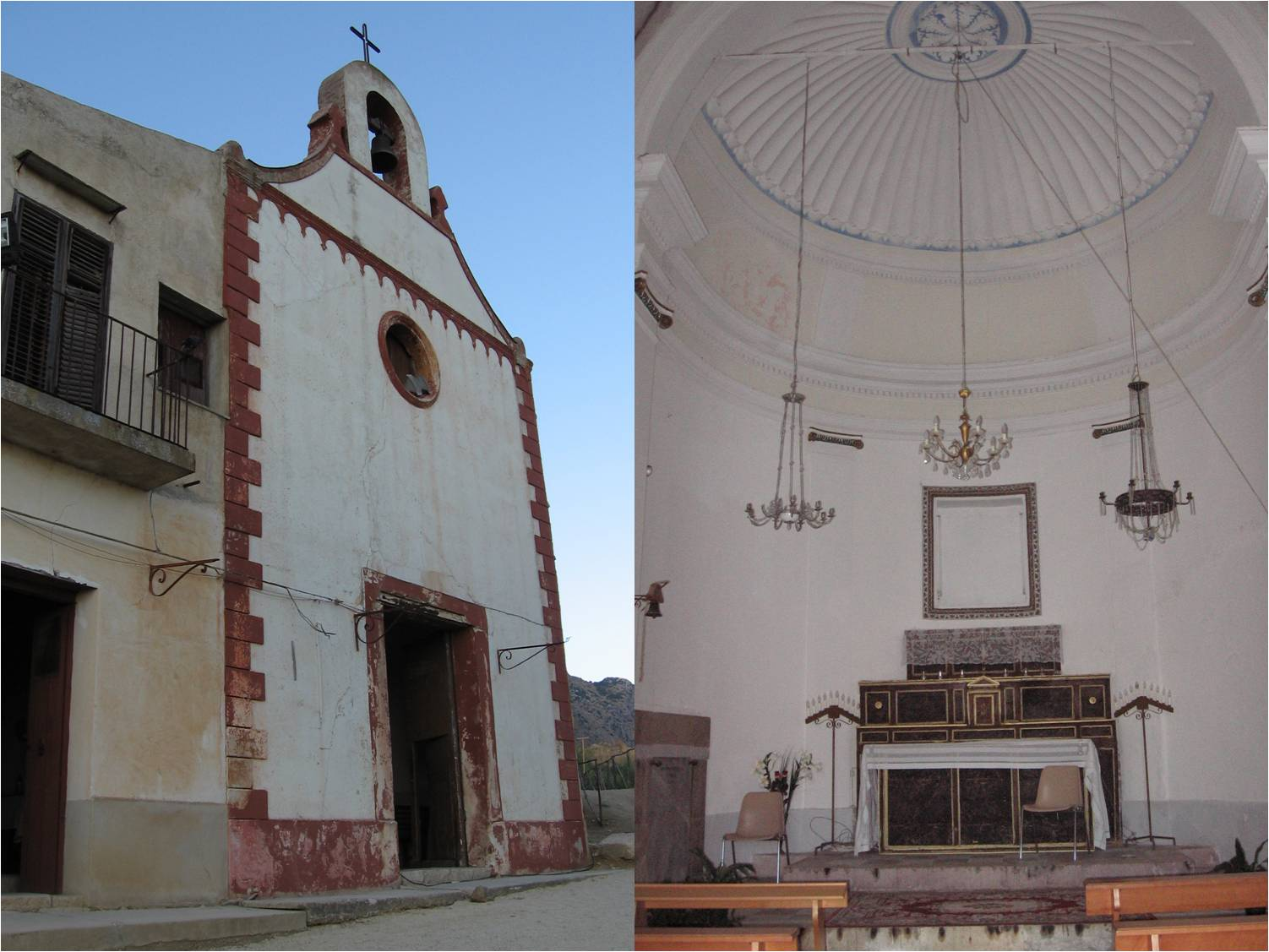
Santuario della Madonna della Provvidenza

I Santuari più venerati in prossimità del paese sono due:
Uno dedicato alla Madonna della Provvidenza, edificato nel 1852 e situato nell'ex-feudo Dammusi, dove il 21 luglio 1784, secondo la tradizione, Onofrio Zorba dopo un'apparizione della Madonna in sogno rinvenne il quadro in ardesia della Madonna della Provvidenza. Qui ogni anno avviene un pellegrinaggio.
L'altro dedicato ai santi Cosma e Damiano, molto antico e da poco oggetto di restauro conservativo, si trova sul monte Jato a 3 km dal paese. Si vuole sia stato fondato dai monaci basiliani che trasmisero il culto dei Santi Martiri, la tradizione popolare locale narra che qui si rifugiarono nella loro vita peregrina i santi Cosma e Damiano.

### Architetture civili

#### Masserie
Le masserie, che sorgono nelle campagne intorno, fanno ancora trasparie le antiche vestigia, quando cioè erano degli spazi costruiti intorno al baglio, in cui vivevano i lavoratori dei campi, alla dipendenza dei signori.
Nelle masserie erano raccolti gli attrezzi da lavoro ed erano conservati i prodotti agricoli e caseari. All'interno di essa si trovavano le stalle, le case dei contadini e cappelle consacrate. Oggi parte di queste Masserie sono diventate degli agriturismi.
- La masseria Jato si trova tra la contrada Vaccaio e il fiume Jato. È costituita da due torri cilindriche ed è il mulino più antico della valle. Infatti viene menzionato già nel 1182, in un documento che tratta i confini concessi da Guglielmo II il Buono, re normanno, al monastero di Santa Maria La Nuova, da lui fondato.
- La masseria Traversa è posta sull'omonima contrada, che apparteneva anticamente alla Camperia del Balletto. Le camperie erano giurisdizioni istituite dall'arcivescovato di Monreale ed erano gestite dal campiere.
- La masseria Dammusi è posta nell'ex-feudo omonimo ed è particolarmente importante per San Giuseppe Jato. Qui, infatti, è ubicato il Casale dei Gesuiti che fu trasformato da Giuseppe Beccadelli nella sua residenza estiva. Da ciò la sua denominazione di "Casa del Principe". All'interno vi è la cappella con lo stemma dei Gesuiti. L'edificio è stato costruito in epoche diverse, la più antica è l'ala ovest che sorge sulla roccia.
- La masseria Chiusa sorge sull'ex-feudo omonimo che aveva comode case, vigne e giardino, acque abbondanti, due mulini e una cartiera che divenne molto importante soprattutto nell'Ottocento.

#### Mulini
Grazie all'abbondanza di acqua sono sorti nella Valle dello Jato numerosi mulini che, operanti fino agli inizi del Novecento, si erano affermati nella zona come primiera industria della molitura. Noto è, infatti, come questi già in tempi antichi fossero a servizio dell'arcivescovato di Monreale.
- Il mulino della Chiusa, che sfrutta le acque provenienti dal Vallone Procura, presenta un piccolo sbarramento che innalzava le acque fino alla condotta. L'acqua arrivava sopra il mulino, in una botte di carico e, tramite una condotta verticale, acquistava pressione. Dopo, essa attraversava una cannella in dislivello da dove, per caduta, riceveva la spinta necessaria per mettere in moto la turbina che poi, attraverso un albero, trasferiva il movimento alle macine. Testimonianze dell'antica funzione, rimangono la condotta idrica, il garraffo, la turbina e la cannella.
- Il mulino della Provvidenza, risalente al 1880, presenta una struttura a martello e funzionava con gli stessi princìpi del mulino della Chiusa.
- Il mulino del Principe, così chiamato perché fatto costruire dal Principe di Camporeale, è il mulino più importante e più appariscente della zona. Caratteristica è la condotta sostenuta da arcate ogivali, forse precedenti alla costruzione del mulino. La sua struttura è a martello ed è stata costruita ai lati con pietra squadrata, mentre tutto il resto con pietra informe mista tufo. Ancora oggi sono visibili talune catene in ferro atte a trattenere l'intera struttura. All'interno sono ancora intatte tre pulegge in ferro, di dimensioni differenti.
- Il mulino di Jato (Ghiati) oggi è un rudere annesso alla masseria di Jato. Sono ancora visibili una torre cilindrica e i resti del Mulino che è il più antico della valle menzionato nel Rollo del 1182 (documento di donazione di Guglielmo il Buono alla chiesa di Monreale).
- Del Quarto Mulino o mulino Giambascio, rimangono e sono visibili la botte di carico; la condotta, che si biforca in due parti (una per macinare il grano, e l'altra per muovere le macchine di un pastificio); la ruota porta-cinghia, che serviva a muovere le macchine; e infine una macchina utile a separare la farina dalla crusca. In atto si deve rilevare l'avvenuto crollo della parte di tetto che copriva la zona adibita alla macina. Senza i necessari interventi di restauro, anche questo mulino è destinato alla rovina.

#### Bevai
L'abbeveratoio è il simbolo dei ritmi dell'antica città rurale che doveva fornire acqua potabili a uomini e animali, oltre a essere il luogo dove le donne lavavano i panni. La decadenza della funzione per cui era nato, ha fatto del Bevaio una sorta di monumento. Due sono i bevai, nel centro abitato di cui rimane testimonianza, il primo a forma di tazza in pietra locale all'entrata del paese provenendo da San Cipirello, il secondo in via Porta Palermo nei pressi della Villetta che si distingue per la bella maiolica raffigurante la Madonna della Provvidenza.

## Società

### Evoluzione demografica
Abitanti censiti

## Cultura

### Musei
Giardino della Memoria è un museo creato nel luogo in cui venne tenuto prigioniero dalla mafia il piccolo Giuseppe Di Matteo.

### Media

#### Radio
Emittenti non più attive:
- Radio Jato Centrale
- Radio Monte Jato

## Amministrazione
Di seguito è presentata una tabella relativa alle amministrazioni che si sono succedute in questo comune.
| Periodo          | Periodo          | Primo cittadino            | Partito                            | Carica  | Note  |
| ---------------- | ---------------- | -------------------------- | ---------------------------------- | ------- | ----- |
| 19 aprile 1989   | 1º giugno 1990   | Salvatore Bommarito        | Democrazia Cristiana               | Sindaco | [ 9 ] |
| 1º giugno 1990   | 29 ottobre 1992  | Calogero Brusca            | Democrazia Cristiana               | Sindaco | [ 9 ] |
| 18 dicembre 1992 | 23 marzo 1993    | Santo Marcello Messeri     | Democrazia Cristiana               | Sindaco | [ 9 ] |
| 7 dicembre 1993  | 1º dicembre 1997 | Maria Vitaliana Maniscalco | Partito Democratico della Sinistra | Sindaco | [ 9 ] |
| 1º dicembre 1997 | 28 maggio 2002   | Maria Vitaliana Maniscalco | L'Ulivo                            | Sindaco | [ 9 ] |
| 28 maggio 2002   | 15 maggio 2007   | Giuseppe Cosmo Siviglia    | Casa delle Libertà                 | Sindaco | [ 9 ] |
| 15 maggio 2007   | 8 maggio 2012    | Giuseppe Cosmo Siviglia    | centro-destra                      | Sindaco | [ 9 ] |
| 8 maggio 2012    | 15 giugno 2017   | Davide Licari              | lista civica                       | Sindaco | [ 9 ] |
| 15 giugno 2017   | 18 novembre 2020 | Rosario Agostaro           | lista civica                       | Sindaco | [ 9 ] |
| 18 novembre 2020 | 24 ottobre 2023  | Commissario straordinario  |                                    | Sindaco | [ 1 ] |
| 24 ottobre 2023  | in carica        | Giuseppe Cosmo Siviglia    | Forza Italia                       | Sindaco | [ 9 ] |

## Curiosità
Secondo l'antropologo James Frazer - "Il Ramo d'oro: tra mito e indagine antropologica" -, in Sicilia per la mancanza d'acqua si minacciava un disastro, pertanto la popolazione chiese aiuto ai "santi", ma invano: cosicché la statua di San Giuseppe fu gettata nel fiume Jato. Il caso volle che dopo pochi giorni piovve e alcuni contadini, mossi a pietà, ripescarono dal fiume Jato la statua del santo. Da allora il paese si chiamò "San Giuseppe Jato".